# Vermicularia affinis
Vermicularia affinis är en svampart som beskrevs av Sacc. & Briard 1888. Vermicularia affinis ingår i släktet Vermicularia och familjen Glomerellaceae.   Inga underarter finns listade i Catalogue of Life.